# Stigmatopora nigra
Stigmatopora nigra és una espècie de peix de la família dels singnàtids i de l'ordre dels singnatiformes.

## Morfologia
- Els mascles poden assolir 16,2 cm de longitud total.[4][5]

## Reproducció
És ovovivípar i el mascle transporta els ous en una bossa ventral, la qual es troba a sota de la cua.

## Depredadors
A Austràlia és depredat per Arripis truttaceus i Aldrichetta forsteri.

## Hàbitat
És un peix demersal i de clima subtropical que viu entre 1-35 m de fondària.

## Distribució geogràfica
Es troba al sud d'Austràlia. i a Nova Zelanda